# Wilhelm Bräck
Wilhelm Bräck, auch Willi Bräck, (* 30. Dezember 1875 in Lübeck; † 31. Januar 1968 ebenda) war ein deutscher Architekt, der in Lübeck tätig war und dort in den 1920er Jahren zu den Vertretern der Neuen Sachlichkeit gehörte.

## Leben
Ab 1902 war Bräck in einer Ateliergemeinschaft mit dem Architekten Störmer in Lübeck tätig. Sie beteiligten sich als Büro am Wettbewerb zum Neubau des Johannis-Jungfrauenklosters und erhielten den 2. Preis. Seit 1907, also mehr als 60 Jahre, war er Mitglied der Gesellschaft zur Beförderung gemeinnütziger Tätigkeit. Bräck wurde später Mitglied des Deutschen Werkbunds. 1916 reiste er im Auftrage des Lübecker Senats gemeinsam mit dem Lübecker Stadtgärtner Harry Maasz nach Ostpreußen, um gutachtlich neuzeitliche Friedhofsanlagen und Ehrenmale in Augenschein zu nehmen.

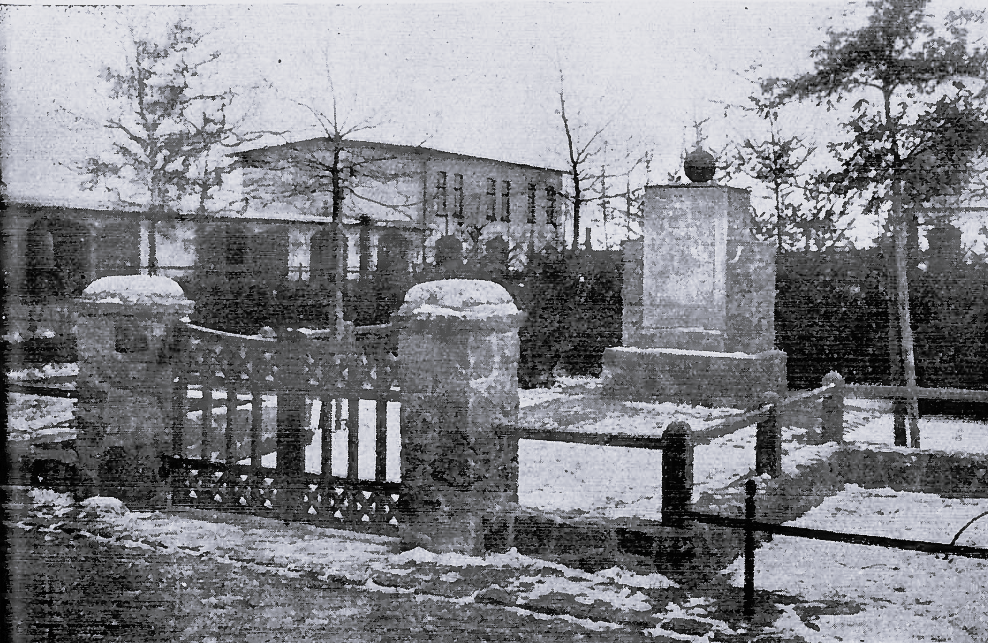

Bereits 1917 hatte die Maschinengewehr-Kompanie (MGK) des Infanterie-Regiments „Lübeck“ ein friedliches Werk der Dankbarkeit und Erinnerung für ihre auf dem Feld der Ehre gefallenen Kameraden geschaffen. Auf dem Kasernenhof der MGK bei der Marli-Kaserne, heute auf den Ehrenfriedhof, erhob sich ein von gärtnerischen Anlagen umgebener in einfachen schlichten Formen gehaltener Gedenkstein. In ihm waren und wurden die Namen der Gefallenen eingemeißelt. Die Anregung hierfür gab ein Offizier-Stellvertreter der 2. Ersatz-Maschinengewehr-Kompanie. Die Entwürfe für den Gedenkstein lieferten die Lübecker Architekten Bräck & Stoermer. Den Entwurf für den gärtnerischen Schmuck stellte Garteninspektor Harry Maasz zur Verfügung.
Bräck war Esperantist. Die Karten zum VI. Deutschen Esperanto-Kongress waren im Entwurf eine Dedikation Bräcks.
1921 entwarf Bräck eine Serie von Notgeldscheinen mit Trachtenmotiven für die Plattdeutsche Volksgill to Lübeck.
1932 gehörte Bräck gemeinsam mit Harry Maasz, Curt Stoermer, Alfred Mahlau, Hans Peters, Alen Müller und Emil Steffann, zu den Gründern der Künstlergruppe Werkgruppe Lübeck, der Carl Georg Heise im Oktober 1932 eine Gemeinschaftsausstellung im Museum Behnhaus widmete.
Bräcks letzte Arbeit war der Umbau des Kellers in dem von ihm einst erbauten Wohn- und Geschäftshaus Dr.-Julius-Leber-Straße 15 (heute Teil des Eckhauses Königstraße 41/Dr.-Julius-Leber-Straße). Dieser wurde fünf Tage vor seinem Tode abgeschlossen.

## Bauten und Entwürfe
- 1906: Neubau Eckhaus Königstraße 41/Dr.-Julius-Leber-Straße
- 1907: Möllerscher Neubau in Lübeck, Mühlenstraße[8]
- 1920: Umbau und Erweiterung des Herrenhauses von Gut Löhrstorf bei Neukirchen (Ostholstein) (Dekorationsmalereien von Albert Aereboe)[9]
- 1926: Wohnhaus für Harry Maasz in Klingberg am Pönitzer See

Das Haus hat einen ovalen Grundriss, der Bräcks Idealentwurf des „ovalen Hauses“ aufnimmt. Das Gebäude wurde 1957 durch Liddy Maasz um einen flügelartigen Anbau erweitert.
- 1926: Sockel für eine Kopie der St.-Georg-Gruppe von Bernt Notke (Original-Skulptur in Stockholm), für die Ausstellung Lübeckische Kunst außerhalb Lübecks in der Katharinenkirche in Lübeck

Die im Vergleich zum Original sachliche Schlichtheit von Bräcks Sockel soll das Exponat als Kopie kennzeichnen.
- Entwurf für ein Ehrenmal im Lübecker Dom (gemeinsam mit dem Bildhauer Ludwig Gies)

Nach einer äußerst harten kulturpolitischen Kontroverse um die Christusfigur von Gies wurde der Entwurf nicht ausgeführt.
- 1930: Ausstellungsgebäude für die Overbeck-Gesellschaft in den Bürgergärten hinter dem Behnhaus in Lübeck[11]

Bei der Eröffnung nannte Heinz Mahn in seiner Ansprache Bräck einen „philosophierenden Architekten“ und verwies nochmal auf seinen Entwurf des „ovalen Hauses“, auf das auch Carl Georg Heise bereits früher unter Bezugnahme auf Pläne und Modell hingewiesen hatte. Dieser Entwurf vereinigte damals das Denken und alle Möglichkeiten der Architektur der Moderne.
- Haus Travemünder Allee 12 (damals Ecke Israelsdorfer Allee / Kaiser-Friedrich-Platz) in Lübeck
- Villa von Hans Peter Boye in der Edvard-Munch-Straße 1–3 in Lübeck[7]
- Villa des Rechtsanwalts Max Schröder in der Roeckstraße 40[7]

Sie wurde später teilweise vermietet. Heise ist auch einer der Mieter gewesen. Dessen einstiger Stall wurde von Bräck später in ein Wohnhaus umgewandelt.

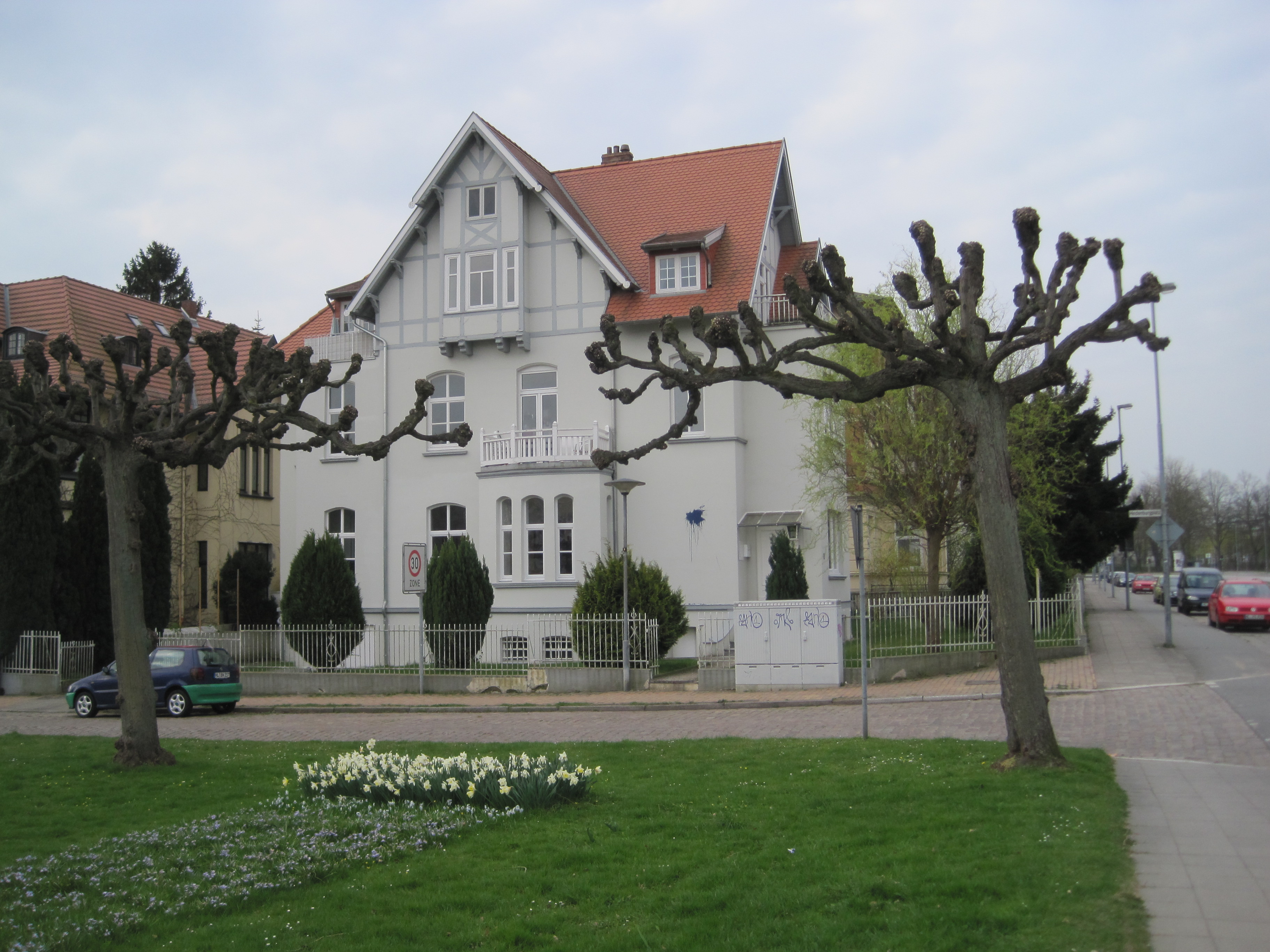
Travemünder Allee 12
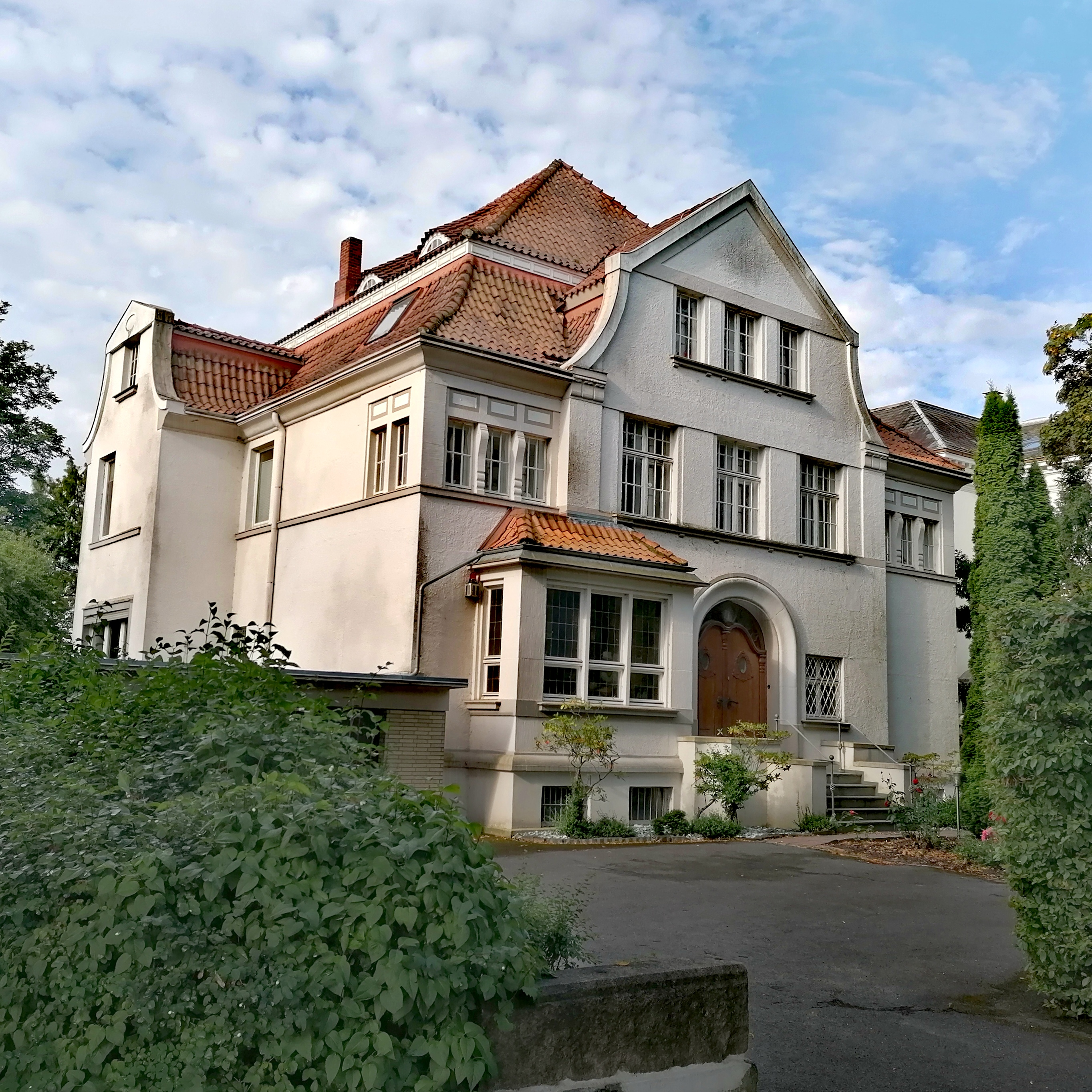
Roeckstraße 40
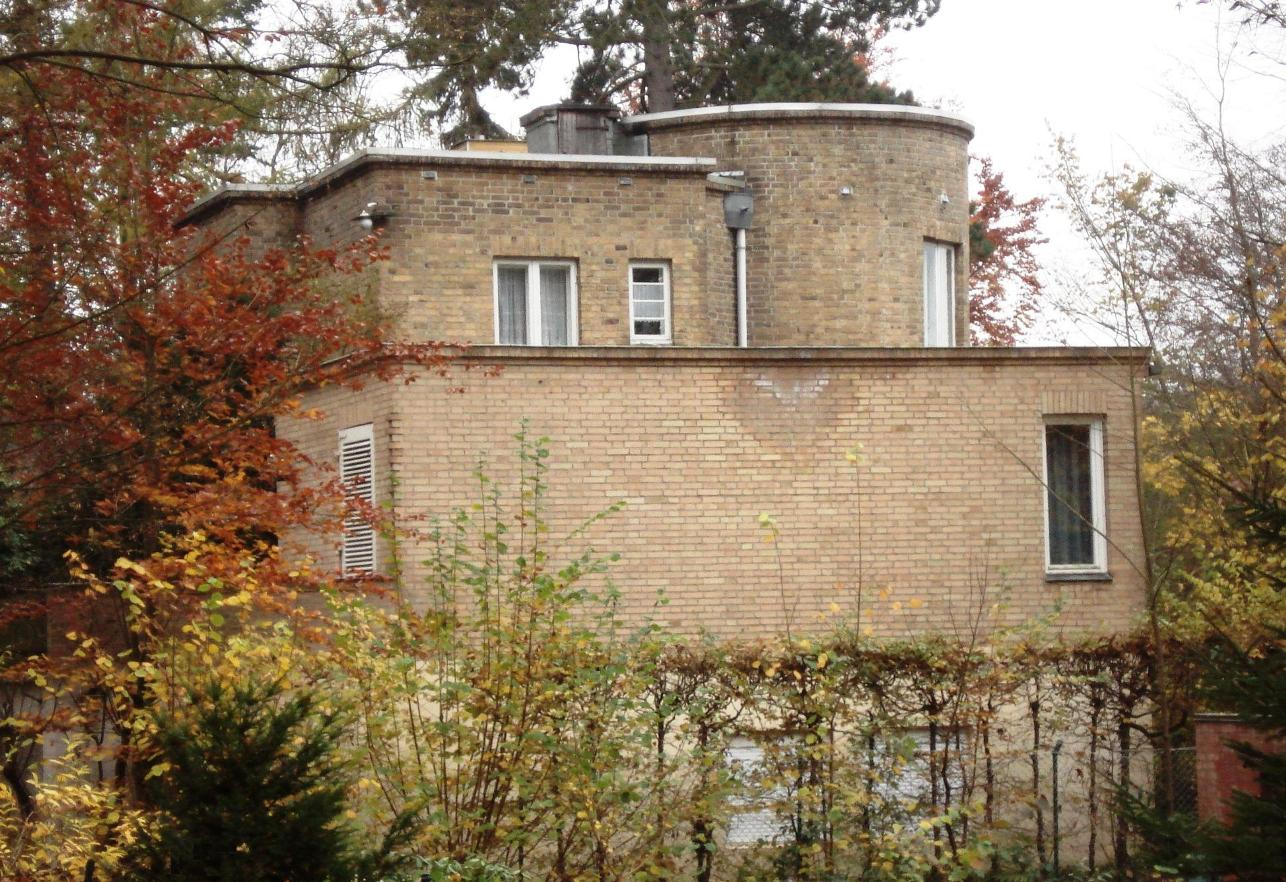
Haus Maasz in Klingberg (Zustand 2009)
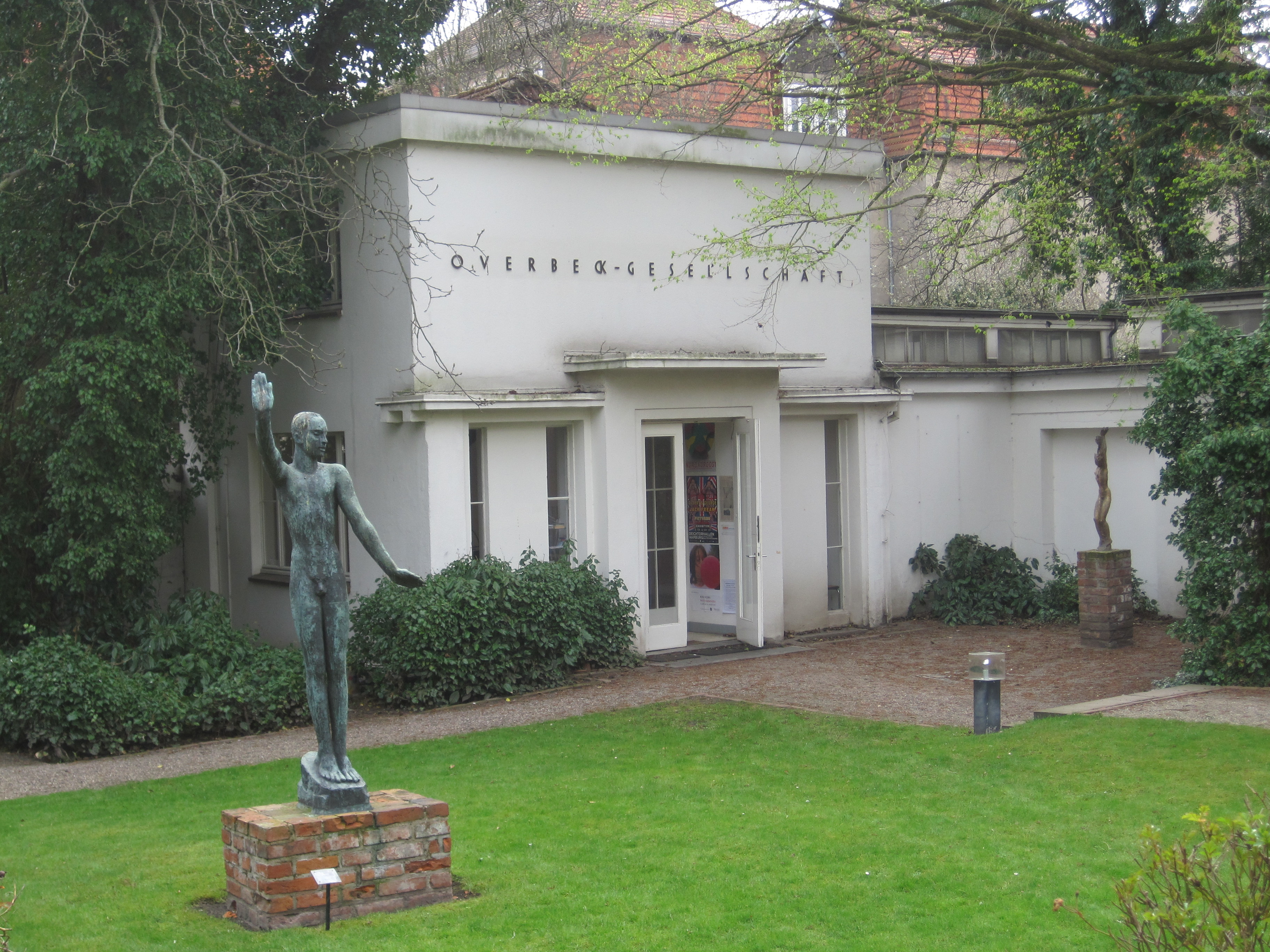
Ausstellungspavillon der Overbeck-Gesellschaft